# Макоско, Александр Аркадьевич
Александр Аркадьевич Макоско (род. 31 июля 1955 года) — российский учёный-метеоролог, специалист в области физики атмосферы, член-корреспондент РАН (2016), заместитель президента РАН.

## Биография
Родился 31 июля 1955 года. В 1983 году защитил кандидатскую диссертацию «Исследование численных моделей атмосферы для ограниченной территории при неточных входных данных».
Заведующий лабораторией моделирования атмосферного переноса отдела исследования климатических процессов Института физики атмосферы имени А. М. Обухова РАН. 28 октября 2016 года избран членом-корреспондентом РАН по Отделению наук о Земле.

## Научная деятельность
Специалист в области физики атмосферы. Является Членом Научного совета при Совете Безопасности РФ, членом бюро Совета РАН по исследованиям в области обороны и членом Экспертного совета РАН. Также Александр Макоско — учёный секретарь Координационного совета РАН по прогнозированию, член Научного совета РАН по проблеме «Координатно-временное и навигационное обеспечение» и член редакционного совета журнала «Арктика: экология и экономика».

## Публикации
Написал 280 научных работ, 8 монографий и 5 учебных пособий.

## Награды
- Медаль ордена «За заслуги перед Отечеством» II степени (10 сентября 2020 года) — за большой вклад в развитие науки и многолетнюю плодотворную деятельность[4]
- Лауреат премии Правительства РФ 2022 г. в области науки и техники
- Лауреат Макариевской премии 2020 г.
- Лауреат Национальной экологической премии 2010 г.
- Лауреат премии МАИК 2014 г.
- Нагрудный знак «Почетный работник гидрометеослужбы России» (2015)[5]
- Благодарность Президента Российской Федерации (5 февраля 2024 года) — за заслуги в развитии отечественной науки, многолетнюю плодотворную деятельность и в связи с 300-летием со дня основания Российской академии наук[6].